# Marshall S. Carter

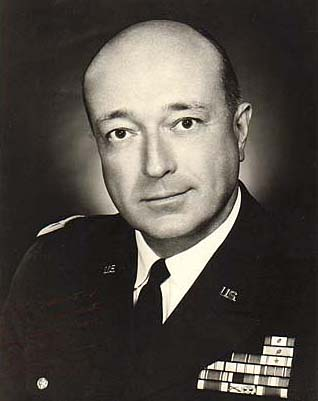
Lieutenant General Marshall Sylvester Carter

Marshall Sylvester „Pat“ Carter (* 16. September 1909 in Fort Monroe, Virginia; † 18. Februar 1993 in Colorado Springs, Colorado) war Offizier in der United States Army und vom 1. Juni 1965 bis zum 31. Juli 1969 Direktor des US-amerikanischen Geheimdienstes National Security Agency (NSA).

## Leben
Carter wurde 1909 in Virginia geboren und schloss 1936, nachdem er die United States Military Academy erfolgreich beendet hatte, am Massachusetts Institute of Technology mit einem Master of Science ab. Carter, inzwischen Lieutenant General, hatte vom 3. April 1962 bis zum 28. April 1965 als Nachfolger von Charles P. Cabell den Posten des stellvertretenden Direktors der CIA inne und arbeitete auch zu anderer Zeit als Berater des von George C. Marshall geleiteten US-Verteidigungsministeriums. Er gehörte auch dem Executive Committee von Präsident John F. Kennedy an.
Während seiner Amtszeit bei der NSA ereigneten sich die Kaperung der USS Pueblo durch Nordkorea und der Angriff auf die Liberty wobei Carter der Meinung war, dass es sich bei letzterem um eine vorsätzliche Aktion der Israelis handelte. Nach dem Ende seiner Tätigkeit bei der NSA wurde er Präsident der George C. Marshall Research Foundation. Er trat 1985 von diesem Posten zurück und starb 1993 laut seiner Familie an Krebs. Carter wurde auf dem Nationalfriedhof Arlington beigesetzt.
In dem Kinofilm „Thirteen Days“, der sich mit der Kubakrise befasst, ist Carter eine der handelnden Personen und wird von dem Schauspieler Ed Lauter dargestellt.

## Auszeichnungen
Auswahl der Dekorationen, sortiert in Anlehnung der Order of Precedence of Military Awards:
- Army Distinguished Service Medal (3 ×)
- Legion of Merit (2 ×)
- Bronze Star
- Kommandeur des Ordens von Oranien-Nassau